# 桐柏県
桐柏県（とうはく-けん）は中華人民共和国河南省南陽市に位置する県。

## 地理
県内には桐柏山という山脈があり、淮河の発源地および多くの仏教寺院がある。ちょうど秦嶺・淮河線に位置するため、中国北方と南方の生物種が混在している。2009年に一帯は中華人民共和国国家級風景名勝区に認定された。

## 行政区画
- 鎮:城関鎮、月河鎮、呉城鎮、固県鎮、毛集鎮、大河鎮、埠江鎮、平氏鎮、淮源鎮、黄崗鎮、安棚鎮、朱荘鎮、程湾鎮
- 郷:城郊郷、回竜郷、新集郷